# 1913

Il mondo nel 1913

Il 1913 (MCMXIII in numeri romani) è un anno  del XX secolo.

## Eventi
- Carestia in Ciad ed Etiopia.
- Gennaio-febbraio: elezione della Camera in Cina. I candidati presidenziali prevalgono al Nord, quelli del Kuomintang nel sud.
- Germania – La BASF mette a punto un economico processo di sintesi dell'ammoniaca.

### Gennaio
- 8 gennaio e 14 febbraio: il tredicesimo Dalai Lama Thubten Gyatso rilascia una dichiarazione pubblica e un editto che proclamano l'indipendenza del Tibet dalla Cina.
- 17 gennaio: in Francia Raymond Poincaré viene eletto presidente.
- 18 gennaio: prima guerra balcanica. Vittoria navale greca sull'Impero Ottomano nella battaglia di Lemno.
- 21 gennaio: Aristide Briand è il nuovo Presidente del Consiglio francese.
- 23 gennaio: i Giovani Turchi prendono il potere in un colpo di Stato guidato dal triumvirato formato da Enver Pasha, Talaat Pasha, e Djemal Pasha.
- 31 gennaio:
  - La Camera dei Lord respinge il progetto della Home Rule per l'Irlanda, che era stato approvato dai Comuni nel novembre 1912.

### Febbraio
- Febbraio: il rivoluzionario russo Iosif Stalin viene arrestato ed esiliato in Turuchansk in Siberia dal governo zarista (fino al marzo 1917).
- 2 febbraio – New York: viene inaugurata la Grand Central Terminal, la stazione ferroviaria più grande del mondo.
- 3 febbraio: il Congresso degli Stati Uniti approva il XVI Emendamento alla Costituzione, con il quale si concede allo stesso Congresso il potere di imporre tasse sul reddito dei cittadini.
- 4 febbraio: Thubten Gyatso, tredicesimo Dalai Lama, dichiara l'indipendenza del Tibet.
- 6 febbraio: inizia il decennio tragico (decena tragica) in Messico.

### Marzo
- 4 marzo: inizia la presidenza degli Stati Uniti di Thomas Woodrow Wilson. Rimarrà in carica fino al 1921.
- 18 marzo:
  - Il re Giorgio I di Grecia viene assassinato. Costantino I di Grecia gli succede al trono.
  - Il Presidente del Consiglio francese Aristide Briand si dimette.
- 20 marzo: assassinio di Song Jiaoren alla stazione di Shanghai.
- 22 marzo: Louis Barthou è il nuovo Presidente del Consiglio francese.
- 26 marzo: in Messico, Venustiano Carranza dichiara di non riconoscere l'autorità di Huerta e si presenta come il leader dei "costituzionalisti" che sostengono il ripristino dell'ordine democratico.

### Aprile
- Aprile: repressione politica da parte dei Giovani Turchi delle attività dei comitati autonomisti: i leader del Comitato per la Riforma a Beirut vengono arrestati e l'organizzazione è sciolta.
- 8 aprile: apertura del primo parlamento cinese a Pechino. Il Kuomintang inizia una frenetica opposizione che impedisce il lavoro parlamentare.
- 13 aprile – Madrid, Spagna: attentato anarchico contro il re di Spagna Alfonso XIII di Borbone.
- 14 aprile:
  - Il partito laburista belga lancia uno sciopero generale per protestare contro il rifiuto della Camera di adottare il suffragio universale.
  - José Valdés Bordas diventa presidente della Repubblica Dominicana.
- 16 aprile: Albert Schweitzer arriva a Lambaréné in Gabon, dove fonda il suo ospedale.

### Maggio
- Maggio: Abd al-Aziz dell'Arabia Saudita si impadronisce della regione costiera di Al-Hasa, sul Golfo Persico.
- 24 maggio: nozze della principessa Vittoria Luisa di Prussia e Ernesto Augusto di Hannover (ultimo incontro delle case reali d'Europa prima della Grande guerra).
- 30 maggio: il Trattato di Londra pone fine alla prima guerra balcanica. L'impero Ottomano perde la maggior parte dei suoi territori europei. Greci, bulgari e serbi si dividono la Macedonia, a discapito degli albanesi della regione ai quali non fu concessa l'annessione all'Albania. Dissenso immediato tra i vincitori.

### Giugno
- Giugno: scioperi in Russia, 1.750.000 scioperanti dal giugno 1913 al luglio 1914.
- 8 giugno: tragica morte della suffragetta Emily Davison al Derby di Epsom.
- 10 giugno: governo Tisza in Ungheria (fino al 15 giugno 1917). Gli ungheresi liberali di Tisza sono obbligati a varare una riforma elettorale che fa aumentare il numero di elettori da 1 milione a 1 900 000.
- 17-21 giugno: in risposta alla repressione politica, gli autonomisti organizzano a Parigi un congresso arabo, il cui impatto incoraggia il governo dei Giovani Turchi a fare concessioni. L'uso della lingua araba nelle scuole statali e le province arabe è accettato. A un certo numero di notabili arabi sono offerte posizioni significative in Siria. Nell'accettarle, perdono credibilità agli occhi degli autonomisti.
- 19 giugno: promulgazione in Sudafrica delle prime leggi di apartheid. Il Native Land Act No. 27 fissa la quota di terreno riservato ad ogni comunità nell'Unione Sudafricana. Ai neri è dato l'8% dei seminativi, mentre essi costituiscono oltre il 67% della popolazione. È fatto divieto di possedere e di acquistare terreni fuori dalla riserva. Più di un milione vengono espulsi dalla terra che coltivavano. Espropriati della loro terra, i neri lavoreranno nelle piantagioni e nelle miniere europee.

### Luglio
- Luglio:
  - Legge del luglio 1913 in Germania: lo stato maggiore tedesco ottiene che l'esercito attivo aumenti i suoi uomini.
  - La Germania, l'Italia e l'Austria-Ungheria concludono un accordo navale che fornisce una concentrazione di risorse al fine di tagliare le comunicazioni tra la Francia e l'Algeria.
  - Il governo tedesco frena l'Austria-Ungheria che stava per decidere se intervenire dal lato della Bulgaria contro la Serbia.
  - A Nanchino, il Kuomintang vota la sfiducia a Yuan Shikai, che replica con la forza dal 12 al 29 luglio.
  - Primi sermoni di William Wade Harris in Liberia e Costa d'Avorio.
- 1º luglio:
  - Seconda guerra balcanica: all'entrata delle truppe bulgare in Macedonia, la Grecia e la Serbia dichiarano guerra alla Bulgaria.
  - Il protettorato dello Zanzibar è trasferito dal Foreign Office al Colonial Office e riceve un amministratore britannico.
- 10 luglio: la Romania si schiera con la Serbia e la Grecia.
- 31 luglio: gli stati balcanici firmano un armistizio a Bucarest.

### Agosto
- 10 agosto:
  - Trattato di Bucarest, che sancisce la sconfitta della Bulgaria nella seconda guerra balcanica. La Grecia e la Serbia si spartiscono la maggior parte della Macedonia, senza che la popolazione albanese ottenga l'indipendenza nazionale. La Romania riceve la Dobrugia meridionale. La Bulgaria acquisisce la Tracia occidentale e il nord-est della Macedonia. La Grecia acquisisce Creta e le isole egee. Creazione ufficiale del Principato di Albania.
  - Incidenti franco-tedeschi di Saverne. Prendendo reclute dall'Alsazia-Lorena, il tenente von Forstner provoca manifestazioni di ostilità in tutta l'Alsazia. Il Landtag condanna all'unanimità le sue azioni. Forstner e il colonnello del reggimento sono assolti dal ministro dell'esercito e dal Reichstag, il cancelliere difende l'esercito.
- 26 agosto: inizia il Lockout a Dublino, con lo sciopero degli operatori dei mezzi pubblici.
- 27 agosto: Yuan Shikai occupa Nanchino. Sun Yat-sen deve fuggire in Giappone.
- 29 agosto: governo di centro-sinistra di Pieter Cort van der Linden nei Paesi Bassi.

### Settembre
- 2 settembre: trecento deputati e cento senatori del Kuomintang vengono espulsi.
- 3 settembre: iniziò la produzione industriale di ammoniaca.
- 14-20 settembre: congresso del Partito Socialdemocratico di Germania a Jena: lo sciopero generale in caso di guerra è condannato e i deputati socialisti che hanno votato per i crediti di guerra ricevono l'approvazione dalla maggioranza.
- 23 settembre: l'aviatore francese Roland Garros attraversa il Mar Mediterraneo in aereo in un Volo non-stop da Fréjus, in Francia a Biserta, in Tunisia.

### Ottobre
- Ottobre: la Germania appoggia l'Austria nella questione della delimitazione del confine con l'Albania.
- 5 ottobre: accordo fra Russia e Cina che riconosce l'autonomia della Mongolia Esterna.
- 6 ottobre: una conferenza dei rappresentanti delle autorità inglesi, cinesi e tibetane si riunisce a Simla.
- 7 ottobre: l'industriale statunitense Henry Ford introduce nelle sue fabbriche la catena di montaggio.
- 10 ottobre – Stati Uniti: il presidente Wilson fa brillare l'ultima mina ponendo fine all'istmo di Panama e mette, in questo modo, in comunicazione oceano Atlantico e Pacifico.
- 22 ottobre: Albert Einstein inizia la divulgazione della teoria della relatività.
- 26 ottobre: Guglielmo II di Germania dichiara a Berchtold che la guerra "tra Oriente e Occidente sarà inevitabile nel lungo periodo." Pochi giorni dopo, dice al re Alberto I del Belgio che la guerra contro la Francia è inevitabile.

### Novembre
- 2 novembre – Roma: con le nuove elezioni politiche, grazie al cosiddetto Patto Gentiloni, nel Parlamento entrano 26 nuovi deputati cattolici.
- 6 novembre – India: viene arrestato Mahatma Gandhi, che era a capo di un corteo di minatori.
- 13 novembre: Regno di Grecia e Impero Ottomano firmano la pace.

### Dicembre
- Dicembre: caso Liman von Sanders. Crisi russo-tedesca.
- 10 dicembre: il Premio Nobel per la pace viene assegnato al belga Henri La Fontaine.
- 17 dicembre: trattato di Firenze. La Grecia ritira le truppe militari che avevano occupato l'Albania (Epiro settentrionale).

## Nati
Ci sono circa 1 870 voci su persone nate nel 1913; vedi la pagina Nati nel 1913 per un elenco descrittivo o la categoria Nati nel 1913 per un indice alfabetico.

## Morti
Ci sono circa 480 voci su persone morte nel 1913; vedi la pagina Morti nel 1913 per un elenco descrittivo o la categoria Morti nel 1913 per un indice alfabetico.

## Calendario
| Calendario 1913 | Calendario 1913 | Calendario 1913 | Calendario 1913 | Calendario 1913 | Calendario 1913 | Calendario 1913 | Calendario 1913 | Calendario 1913 | Calendario 1913 | Calendario 1913 | Calendario 1913 | Calendario 1913 | Calendario 1913 | Calendario 1913 | Calendario 1913 | Calendario 1913 | Calendario 1913 | Calendario 1913 | Calendario 1913 | Calendario 1913 | Calendario 1913 | Calendario 1913 | Calendario 1913 | Calendario 1913 | Calendario 1913 | Calendario 1913 | Calendario 1913 | Calendario 1913 | Calendario 1913 | Calendario 1913 | Calendario 1913 | Calendario 1913 |
| --------------- | --------------- | --------------- | --------------- | --------------- | --------------- | --------------- | --------------- | --------------- | --------------- | --------------- | --------------- | --------------- | --------------- | --------------- | --------------- | --------------- | --------------- | --------------- | --------------- | --------------- | --------------- | --------------- | --------------- | --------------- | --------------- | --------------- | --------------- | --------------- | --------------- | --------------- | --------------- | --------------- |
|                 | 1               | 2               | 3               | 4               | 5               | 6               | 7               | 8               | 9               | 10              | 11              | 12              | 13              | 14              | 15              | 16              | 17              | 18              | 19              | 20              | 21              | 22              | 23              | 24              | 25              | 26              | 27              | 28              | 29              | 30              | 31              |                 |
| Gennaio         | Me              | Gi              | Ve              | Sa              | Do              | Lu              | Ma              | Me              | Gi              | Ve              | Sa              | Do              | Lu              | Ma              | Me              | Gi              | Ve              | Sa              | Do              | Lu              | Ma              | Me              | Gi              | Ve              | Sa              | Do              | Lu              | Ma              | Me              | Gi              | Ve              |                 |
| Febbraio        | Sa              | Do              | Lu              | Ma              | Me              | Gi              | Ve              | Sa              | Do              | Lu              | Ma              | Me              | Gi              | Ve              | Sa              | Do              | Lu              | Ma              | Me              | Gi              | Ve              | Sa              | Do              | Lu              | Ma              | Me              | Gi              | Ve              |                 |                 |                 |                 |
| Marzo           | Sa              | Do              | Lu              | Ma              | Me              | Gi              | Ve              | Sa              | Do              | Lu              | Ma              | Me              | Gi              | Ve              | Sa              | Do              | Lu              | Ma              | Me              | Gi              | Ve              | Sa              | Do              | Lu              | Ma              | Me              | Gi              | Ve              | Sa              | Do              | Lu              |                 |
| Aprile          | Ma              | Me              | Gi              | Ve              | Sa              | Do              | Lu              | Ma              | Me              | Gi              | Ve              | Sa              | Do              | Lu              | Ma              | Me              | Gi              | Ve              | Sa              | Do              | Lu              | Ma              | Me              | Gi              | Ve              | Sa              | Do              | Lu              | Ma              | Me              |                 |                 |
| Maggio          | Gi              | Ve              | Sa              | Do              | Lu              | Ma              | Me              | Gi              | Ve              | Sa              | Do              | Lu              | Ma              | Me              | Gi              | Ve              | Sa              | Do              | Lu              | Ma              | Me              | Gi              | Ve              | Sa              | Do              | Lu              | Ma              | Me              | Gi              | Ve              | Sa              |                 |
| Giugno          | Do              | Lu              | Ma              | Me              | Gi              | Ve              | Sa              | Do              | Lu              | Ma              | Me              | Gi              | Ve              | Sa              | Do              | Lu              | Ma              | Me              | Gi              | Ve              | Sa              | Do              | Lu              | Ma              | Me              | Gi              | Ve              | Sa              | Do              | Lu              |                 |                 |
| Luglio          | Ma              | Me              | Gi              | Ve              | Sa              | Do              | Lu              | Ma              | Me              | Gi              | Ve              | Sa              | Do              | Lu              | Ma              | Me              | Gi              | Ve              | Sa              | Do              | Lu              | Ma              | Me              | Gi              | Ve              | Sa              | Do              | Lu              | Ma              | Me              | Gi              |                 |
| Agosto          | Ve              | Sa              | Do              | Lu              | Ma              | Me              | Gi              | Ve              | Sa              | Do              | Lu              | Ma              | Me              | Gi              | Ve              | Sa              | Do              | Lu              | Ma              | Me              | Gi              | Ve              | Sa              | Do              | Lu              | Ma              | Me              | Gi              | Ve              | Sa              | Do              |                 |
| Settembre       | Lu              | Ma              | Me              | Gi              | Ve              | Sa              | Do              | Lu              | Ma              | Me              | Gi              | Ve              | Sa              | Do              | Lu              | Ma              | Me              | Gi              | Ve              | Sa              | Do              | Lu              | Ma              | Me              | Gi              | Ve              | Sa              | Do              | Lu              | Ma              |                 |                 |
| Ottobre         | Me              | Gi              | Ve              | Sa              | Do              | Lu              | Ma              | Me              | Gi              | Ve              | Sa              | Do              | Lu              | Ma              | Me              | Gi              | Ve              | Sa              | Do              | Lu              | Ma              | Me              | Gi              | Ve              | Sa              | Do              | Lu              | Ma              | Me              | Gi              | Ve              |                 |
| Novembre        | Sa              | Do              | Lu              | Ma              | Me              | Gi              | Ve              | Sa              | Do              | Lu              | Ma              | Me              | Gi              | Ve              | Sa              | Do              | Lu              | Ma              | Me              | Gi              | Ve              | Sa              | Do              | Lu              | Ma              | Me              | Gi              | Ve              | Sa              | Do              |                 |                 |
| Dicembre        | Lu              | Ma              | Me              | Gi              | Ve              | Sa              | Do              | Lu              | Ma              | Me              | Gi              | Ve              | Sa              | Do              | Lu              | Ma              | Me              | Gi              | Ve              | Sa              | Do              | Lu              | Ma              | Me              | Gi              | Ve              | Sa              | Do              | Lu              | Ma              | Me              |                 |

## Premi Nobel
In quest'anno sono stati conferiti i seguenti Premi Nobel:
- per la Pace: Henri La Fontaine
- per la Letteratura: Rabindranath Tagore
- per la Medicina: Charles Robert Richet
- per la Fisica: Heike Kamerlingh-Onnes
- per la Chimica: Alfred Werner

## Arti

### Musica
- Igor Stravinskij termina La sagra della primavera iniziata nel 1911
- Sergej Prokof'ev finisce di comporre il Secondo concerto per pianoforte e orchestra op.16
- Alban Berg compone i "Vier Stücke", op.5 per clarinetto e pianoforte
- Anton Webern compone le "sei bagatelle per quartetto d'archi", op. 9 e i cinque pezzi per orchestra op. 10

### Scultura
- Marcel Duchamp presenta il primo ready-made : Ruota di bicicletta